# Maipó Shoal
Maipó Shoal (spanisch Bajo Maipó) ist eine Untiefe im Archipel der Südlichen Shetlandinseln. In der Discovery Bay von Greenwich Island liegt sie 440 m südwestlich von González Island in einer Wassertiefe von 8 m unter dem Meeresspiegel.
Wissenschaftler der 2. Chilenischen Antarktisexpedition (1947–1948) benannten sie nach dem Tanker Maipó, einem der Schiffe der Expedition. Das UK Antarctic Place-Names Committee übertrug diese Benennung 2008 ins Englische.